# Ernesto Nazareth
Ernesto Júlio Nazareth (Rio de Janeiro, 20 marzo 1863 – Jacarepaguá, 4 febbraio 1934) è stato un compositore e pianista brasiliano.

## Biografia
Ernesto Nazareth fu uno dei 5 figli avuti dai suoi genitori, Vasco Lourenço da Silva Nazareth e Carolina da Cunha Nazareth. Sua madre, che fu anche la sua prima insegnante di pianoforte, morì quando lui aveva dieci anni. Per adempiere alle volontà della madre, di far continuare gli studi di pianoforte al piccolo Ernesto, suo padre affidò la formazione pianistica del bambino a un pianista amico di famiglia, Eduardo Madeira, che era anche un funzionario del Banco do Brasil. Dopo circa un anno e mezzo di studi pianistici con Madeira, il giovane Nazareth fu affidato a un insegnante più qualificato, il compositore e concertista francese, ma naturalizzato brasiliano, Lucien Lambert. Da questi sembra che Ernesto Nazareth abbia ricevuto solo otto, ma fondamentali, lezioni di pianoforte. Dopo queste esperienze Nazareth compose, nel 1877, all'età di 14 anni, la polca-lundù dal titolo Você bem sabe, dedicata al padre. Arthur Napoleão – influente personalità degli ambienti musicali colti di Rio – ebbe modo di ascoltare, grazie a Madeira, questo pezzo eseguito dal giovanissimo compositore, e lo apprezzò a tal punto che decise di pubblicarlo con la casa editrice di cui era comproprietario, la Casa Arthur Napoleão, l'anno successivo. Durante quel periodo, mentre studiava al Colégio Belmonte, dove studierà anche il famoso poeta Olavo Bilac, il giovane compositore cominciò a manifestare crescenti tendenze nazionalistiche.
Pur combinando in maniera creativa diverse influenze, dalla musica brasiliana alla musica europea e africana, al ragtime, Nazareth divenne famoso soprattutto per i suoi tanghi. Compose 88 tanghi, 41 valzer, 28 polche  e molti samba, galop, quadriglie, scozzesi, fox-trot, romanze e altre musiche, per un totale di 212 composizioni certe.
Dopo un periodo di instabilità mentale, dovuto alle morti di sua moglie e di sua figlia, e al peggioramento dei problemi di udito, Nazareth nel 1932 si ammalò. Morì due anni dopo, il 5 febbraio 1934. Il quotidiano «A Noite» così diede la notizia della sua morte: «Circa un anno fa il maestro Ernesto Nazareth fu ricoverato in una clinica psichiatrica di Jacarepaguá. Approfittando di un momento di distrazione dei suoi due sorveglianti è scappato all'inizio del mese. Tre giorni dopo la sua fuga è stato trovato morto nella foresta, vicino a un serbatoio nei pressi di una cascata, con le braccia aperte, come se stesse suonando un pianoforte invisibile. La sua scomparsa non ha suscitato un grande interesse a causa dell'imminente carnevale...».
Il celebre poeta, scrittore, musicologo e critico d'arte brasiliano Mário de Andrade si adoperò molto per rivalutare la figura di Ernesto Nazareth negli ambienti dell'alta società, riluttante a riconoscerne i meriti.

## Edizioni musicali
- 25 Tangos brasileiros, spartito per pianoforte, Schott, ED 7561, ISMN M-001-11560-5 (Contiene: Cheeky, Child, Clever, I mean, Doubtful, Striking, Definitive, Toot-toot, Warlike, Unsurpassable, Boatman, Labyrinth, Sorcery, Rustic, Forget-me-not, Baby, Ninth of July, Excited, Cunning)
- Valsas brasileiros, spartito per pianoforte, Schott, ED 20304, ISMN M-001-15029-3 (Contiene: Confidências, Crê e Espera, Genial, Helena, Henriette, Vesper)